# Серрано, Ева
Ева Серрано (фр. Eva Serrano; род. 22 апреля 1978, Ним) — французская спортсменка, представляла художественную гимнастику в индивидуальных упражнениях. Призёр чемпионатов мира и Европы, участница летних Олимпийских игр в Атланте (1996) и Сиднее (2000).

## Биография
Ева Серрано начала заниматься гимнастикой в возрасте 7 лет.
Закончила выступления в декабре 2000 года. В настоящее время работает во Французской федерации гимнастики.
Была одной из судей на соревнованиях по художественной гимнастике на Олимпийских играх 2020 года в Токио.